# Happy Times
Pour plus de détails, voir Fiche technique et Distribution.
Happy Times (幸福时光, Xingfu shiguang) est un film chinois réalisé par Zhang Yimou, sorti en 2000.

## Synopsis
Zhao aime les femmes bien en chair. Après de multiples déconvenues, il rencontre enfin l'âme sœur, une veuve fort plantureuse qui consent à l'épouser à condition qu'il réunisse une importante somme d'argent pour le jour de la cérémonie. Ce modeste retraité fait alors appel à la générosité de ses amis pour réunir le montant exigé, mais celui-ci est bien trop élevé. Avec la complicité de son ancien apprenti Li, Zhao va s'improviser directeur d'hôtel…

## Fiche technique
- Titre : Happy Times
- Titre original : Xingfu shiguang
- Réalisation : Zhang Yimou
- Scénario : Zi Gai, d'après un roman de Mo Yan
- Production : Yang Qinglong, Zhang Weiping et Zhao Yu
- Musique : San Bao
- Photographie : Hou Yong
- Montage : Zhai Ru
- Direction artistique : Cao Juiping
- Costumes : Tong Huamiao
- Pays d'origine : Chine
- Format : Couleurs - 1,85:1 - DTS / Dolby Digital - 35 mm
- Genre : Comédie dramatique
- Durée : 95 minutes
- Dates de sortie :
  -  Chine : 31 décembre 2000
  -  France : 10 juillet 2002

## Distribution
- Zhao Benshan : Zhao
- Dong Jie : Wu Ying
- Dong Lifan : La belle-mère
- Fu Biao : Petit Fu
- Li Xuejian : Li
- Leng Qibin : Le demi-frère de Wu Ying
- Niu Ben :  Le vieux Niu
- Gong Jinghua : Aunty Liu
- Zhang Hongjie : Lao Zhang
- Zhao Bingkun : Lao Bai

## Autour du film
- Pour ce film, le cinéaste a effectué le casting par Internet.
- Le film est tiré du roman Shifu, You'll Do Anything for a Laugh, écrit par Mo Yan.

## Récompenses
- Nomination à la Pointe d'or, lors du Festival international du film de Valladolid 2002.
- Prix de la meilleure actrice (Dong Jie), prix FIPRESCI et Pointe d'argent, lors du Festival international du film de Valladolid 2002.